# 포디엄 (잡지)
포디엄(Podium)은 아티스트, 버라이어티, 팝 음악을 중심으로 발행되는 프랑스의 월간 잡지이다.